# Supercopa Italiana de Voleibol Masculino de 2016
A Supercopa Italiana de Voleibol Masculino de 2016 foi a 21ª edição desta competição organizada pela Lega Pallavolo Serie A, consórcio de clubes filiado à Federação Italiana de Voleibol (FIPAV) que ocorreu de 24 a 25 de setembro.
O Modena Volley conquistou seu terceiro título da competição ao derrotar na final o Sir Safety Perugia. O ponteiro sérvio Nemanja Petrić foi eleito p melhor jogador do torneio.

## Regulamento
O torneio foi disputado nas fases semifinais, disputa pelo terceiro lugar e final.

## Equipes participantes
| Equipe             | Qualificação                                    |
| ------------------ | ----------------------------------------------- |
| Lube Macerata      | Qualificada para a Liga dos Campeões de 2016–17 |
| Modena Volley      | Qualificada para a Liga dos Campeões de 2016–17 |
| Sir Safety Perugia | Qualificada para a Liga dos Campeões de 2016–17 |
| Trentino Volley    | Qualificada para a Taça CEV de 2016–17          |

## Resultados
|  | Semifinais         | Semifinais |  |  | Final              | Final          |  |  |
|  |                    |            |  |  |                    |                |  |  |
|  | Modena Volley      | 3          |  |  |                    |                |  |  |
|  | Trentino Volley    | 1          |  |  |                    |                |  |  |
|  |                    |            |  |  | Modena Volley      | 3              |  |  |
|  |                    |            |  |  | Sir Safety Perugia | 2              |  |  |
|  | Lube Macerata      | 1          |  |  |                    |                |  |  |
|  | Sir Safety Perugia | 3          |  |  | Terceiro lugar     | Terceiro lugar |  |  |
|  |                    |            |  |  |                    |                |  |  |
|  |                    |            |  |  | Lube Macerata      | 3              |  |  |
|  |                    |            |  |  | Trentino Volley    | 2              |  |  |

### Semifinais
| Data   | Hora  |               | Placar |                    | Set 1 | Set 2 | Set 3 | Set 4 | Set 5 | Total  | Relatório |
| ------ | ----- | ------------- | ------ | ------------------ | ----- | ----- | ----- | ----- | ----- | ------ | --------- |
| 24 set | 16:00 | Modena Volley | 3–1    | Trentino Volley    | 25–19 | 25–23 | 21–25 | 25–23 |       | 96–90  | Relatório |
| 24 set | 18:30 | Lube Macerata | 1–3    | Sir Safety Perugia | 22–25 | 25–21 | 29–31 | 19–25 |       | 95–102 | Relatório |

### Terceiro lugar
| Data   | Hora  |               | Placar |                 | Set 1 | Set 2 | Set 3 | Set 4 | Set 5 | Total   | Relatório |
| ------ | ----- | ------------- | ------ | --------------- | ----- | ----- | ----- | ----- | ----- | ------- | --------- |
| 25 set | 14:30 | Lube Macerata | 3–2    | Trentino Volley | 23–25 | 25–20 | 21–25 | 26–24 | 20–18 | 115–112 | Relatório |

### Final
| Data   | Hora  |               | Placar |                    | Set 1 | Set 2 | Set 3 | Set 4 | Set 5 | Total   | Relatório |
| ------ | ----- | ------------- | ------ | ------------------ | ----- | ----- | ----- | ----- | ----- | ------- | --------- |
| 25 set | 17:30 | Modena Volley | 3–2    | Sir Safety Perugia | 25–22 | 19–25 | 25–22 | 24–26 | 17–15 | 110–110 | Relatório |

## Premiação
| Supercopa Italiana de 2016         |
| Emília-Romanha                     |
| ---------------------------------- |
| Modena Volley Campeão (3.º título) |